# کریستین اسکارلاتو
کریستین اسکارلاتو (انگلیسی: Christian Scarlato؛ زادهٔ ۲۴ اوت ۱۹۸۳) بازیکن فوتبال اهل ایتالیا است.
از باشگاه‌هایی که در آن بازی کرده‌است می‌توان به باشگاه فوتبال سالرنیتانا، باشگاه فوتبال آ.اس. رم، و باشگاه فوتبال پیزا اشاره کرد.
وی همچنین در تیم‌های ملی فوتبال زیر ۱۸ سال ایتالیا و زیر ۲۰ سال ایتالیا بازی کرده‌است.